# Erzberg Rodeo
Erzberg Rodeo' je avstrijski motociklistični enduro dogodek, kateri se je začel leta 1995 in se vsako leto maja ali junija odvija na rudi. Je največji te vrste v Evropi.
Erzberg Rodeo je del serije Red Bull Hard Enduro Series, skupaj z Red Bull Romaniacs, Red Bull Minas Riders, Red Bull Megawatt, Red Bull Sea to Sky in Roof of Africa. Leta 2018 se je pridružil World Enduro Super Series.

## Dirke
Štiridnevni dogodek sestavljajo naslednje dirke:
- Četrtek: "2-valjni elitni razred", dve vožnji (prva je bila leta 2005 s približno 60 začetniki) na prološki poti.

Od leta 2008 v četrtek namesto elitnega razreda poteka tekmovanje Rodeo-X Endurocross. 2-valjni stroji se začnejo v običajnem "Iron Road Prologu" v razredu "Desert Bomber".
Med prireditvijo Rodeo-X prikazuje nekaj najboljših svetovnih motokrosistov, ki izvajajo spektakularne kaskade in vratolomne skoke. Od leta 2009 je del tega programa, v četrtek pa še en stranski dogodek, tako imenovana Rocket Ride. V tej dirki po strmih pobočjih, ki poteka na enem od pobočij Hare Scramble start, 300 motoristov začne 3-delno pobočje za vzpon v rekordnem času. Najboljših 48 motoristov v kvalifikacijskem krogu nato preide na izločilni sistem v skupinah po 6 motoristov, od katerih so se vsi trije najboljši uvrstili v naslednji krog na koncu Rocket Ride Champion.
- Petek in sobota: en tek "Prologa železne ceste" po 13 km dolgi gramozni poti do okolice vrha. Prolog je tudi kvalifikacija za nedeljo. Tu se začne več razredov: Desert Bomber (večvaljni motocikli), cestni motocikli, skuterji in mopedi, ženski razred do leta 2004 Standard Singles (ulični legalni enovaljni enduro) in od leta 2004 štirikolesniki. Začetno polje je omejeno na 1500 udeležencev. Začetniki gredo v intervalih od 20 do 40 sekund med 9.00 in približno 17.00 na progi.

Od leta 2008 so tekmovali tekmovalci iz več kot 40 držav.
- Nedelja od 12:00 do 16:00: vrhunec Red Bull Hare Scramble. Prvih 500 prologa se lahko začne v nedeljo. Pot se vsako leto spremeni. Za 35 km dolgo pot zmagovalci običajno potrebujejo od ene do pol in dve uri. Od 500 začetnikov le redko več kot 30 pride na štiriurni tekmi do cilja.

## Zgodovina
Za gospodarsko šibko regijo je Erzberg Rodeo vse večji vir dohodka in ga ne podpira samo lokalna politika, temveč tudi avstrijska dežela Štajerska.
Karl Katoch je organizator tega mednarodnega dogodka in velja tudi za njegovega ustanovitelja.
2015: The 2015 hare scramble se je z zanimivimi preobrati dodal več novih težkih področij proge. Predel, znan kot "Carl's Dinner", je bil prenovljen, da bi bil daljši in zahtevnejši, pa tudi nov neprehoden odsek, znan preprosto kot "Downtown". Odsek, kjer so motoristi silili v grapo in se prisilili na zelo strm blatni hrib. Prvi je prišel Graham Jarvis, potem ko je malo pred tem prestopil Walkerja zaradi uničenega radiatorja na motociklu Walkera. Drugi, ki je prispel v nov odsek Downtown, je bil Alfredo Gomez, ki je iz istega razloga prav tako šel mimo Walkerja. Čez nekaj časa je Walker lahko pustil, da se je motocikel ohladil in se povzpel na hrib, na katerem je prej obtičal, na katerega je nato v središču mesta srečal Jarvisa in Gomeza, kmalu pa mu je sledil Andreas Lettenbichler. Po tem, ko so se tudi zataknili, so se štirje motoristi in prijatelji združili, da bi zagotovili, da so se vsi povzpeli na hrib, pri čemer je vsak pomagal drugim, da so potegnili motocikel navzgor, kar je mogoče opisati kot resnično spoštovanje kot tekmeci in prijateljstvo. Ko so vsi štirje prišli na vrh, so imeli zelo malo časa za cilj, približno 20 minut, ko so se prijatelji odpravili na praznovanje do cilja, kjer so vsi hitro stopili na stopničke.

## Zmagovalci Hare Scramble
| Leto | Zmagovalec                                                        | Država                              | Motocikel |
| ---- | ----------------------------------------------------------------- | ----------------------------------- | --------- |
| 1995 | Alfie Cox                                                         | Južna Afrika                        | KTM       |
| 1996 | Christian Pfeiffer                                                | Nemčija                             | GasGas    |
| 1997 | Christian Pfeiffer                                                | Nemčija                             | GasGas    |
| 1998 | Giovanni Sala                                                     | Italija                             | KTM       |
| 1999 | Stefano Passeri                                                   | Italija                             | KTM       |
| 2000 | Christian Pfeiffer                                                | Nemčija                             | GasGas    |
| 2001 | Juha Salminen                                                     | Finska                              | KTM       |
| 2002 | Cyril Despres                                                     | Francija                            | KTM       |
| 2003 | Cyril Despres                                                     | Francija                            | KTM       |
| 2004 | Christian Pfeiffer                                                | Nemčija                             | GasGas    |
| 2005 | David Knight                                                      | Združeno kraljestvo                 | KTM       |
| 2006 | David Knight                                                      | Združeno kraljestvo                 | KTM       |
| 2007 | Tadeusz Błażusiak                                                 | Poljska                             | KTM       |
| 2008 | Tadeusz Błażusiak                                                 | Poljska                             | KTM       |
| 2009 | Tadeusz Błażusiak                                                 | Poljska                             | KTM       |
| 2010 | Tadeusz Błażusiak                                                 | Poljska                             | KTM       |
| 2011 | Tadeusz Błażusiak                                                 | Poljska                             | KTM       |
| 2012 | Jonny Walker                                                      | Združeno kraljestvo                 | KTM       |
| 2013 | Graham Jarvis                                                     | Združeno kraljestvo                 | Husaberg  |
| 2014 | Jonny Walker                                                      | Združeno kraljestvo                 | KTM       |
| 2015 | Jonny Walker, Graham Jarvis, Alfredo Gomez, Andreas Lettenbichler | Združeno kraljestvo Španija Nemčija | KTM HUSQ  |
| 2016 | Graham Jarvis                                                     | Združeno kraljestvo                 | Husqvarna |
| 2017 | Alfredo Gomez                                                     | Španija                             | KTM       |
| 2018 | Graham Jarvis                                                     | Združeno kraljestvo                 | Husqvarna |
| 2019 | Graham Jarvis                                                     | Združeno kraljestvo                 | Husqvarna |